# Vernate (Itália)
Vernate é uma comuna italiana da região da Lombardia, província de Milão, com cerca de 2.345 habitantes. Estende-se por uma área de 14 km², tendo uma densidade populacional de 168 hab/km². Faz fronteira com Noviglio, Noviglio, Rosate, Rosate, Binasco, Calvignasco, Casarile, Casorate Primo (PV), Rognano (PV), Trovo (PV).

## Demografia
| Variação demográfica do município entre 1861 e 2011                               |
|                                                                                   |
| Fonte: Istituto Nazionale di Statistica (ISTAT) - Elaboração gráfica da Wikipedia |